# Mollinedia obovata
Mollinedia obovata là một loài thực vật có hoa trong họ Monimiaceae. Loài này được (A. DC.) Perkins miêu tả khoa học đầu tiên năm 1900.